# Haliclona spongiosa
Haliclona spongiosa är en svampdjursart som beskrevs av Topsent 1904. Haliclona spongiosa ingår i släktet Haliclona och familjen Chalinidae. Inga underarter finns listade i Catalogue of Life.